# Plata
La plata es un elemento químico de número atómico 47 situado en el grupo 11 de la tabla periódica de los elementos. Su símbolo es Ag (del latín argentum, 'plata', de la raíz indoeuropea *h₂erǵ-, 'blanco, brillante'). Es un metal noble, de transición, de color blanco brillante, blando, dúctil y maleable.
En la naturaleza se encuentra como parte de distintos minerales (generalmente en forma de sulfuro) o como plata libre o plata nativa. En la corteza terrestre aparece en una proporción de 0,08 partes por millón. La mayor parte de su producción se obtiene como subproducto del tratamiento de las minas de cobre, zinc, plomo y oro.

## Etimología
Su nombre es una evolución de la palabra latina *platus (cf. chato), que significaba originalmente 'plano' y posteriormente 'lámina metálica'. En las lenguas romances de la península ibérica el término específico referencia al metal: en catalán, aragonés y español plata y en gallego y portugués prata.
El símbolo de la plata, Ag, proviene del latín argentum y el griego ἄργυρος, nombres del metal en esos idiomas, derivados de una raíz indoeuropea que significa 'brillante'. Del vocablo latino derivan los nombres de la plata en la mayoría de las lenguas neolatinas, como el francés y también el catalán argent, el italiano argento o el rumano argint.
En español también existe el adjetivo argentino, de uso exclusivamente literario, de donde surgió el nombre de Argentina.

## Propiedades generales
La plata es un metal muy dúctil y maleable, algo más duro que el oro y presenta un brillo blanco metálico susceptible al pulimento. Se mantiene en agua y aire, si bien su superficie se empaña en presencia de ozono, sulfuro de hidrógeno o aire con azufre.  
Posee la más alta conductividad eléctrica y conductividad térmica de todos los metales, pero su mayor precio ha impedido que se utilice de forma masiva en aplicaciones eléctricas. La plata pura también presenta el color más blanco y el mayor índice de reflexión.

## Aplicaciones
Aproximadamente el 70% de la producción mundial de plata se utiliza con fines industriales, y el 30%, con fines monetarios; buena parte de este metal se emplea en orfebrería, pero sus usos más importantes se dan en las industrias fotográfica y química.
Algunos usos de la plata se describen a continuación.

### Fotografía
- Fotografía. Por su sensibilidad a la luz (especialmente el bromuro y el yoduro, así como el fosfato). El yoduro de plata se ha utilizado también para producir lluvia artificial.

### Medicina
Los iones y los compuestos de plata tienen un efecto tóxico sobre algunas bacterias, virus, algas y hongos, propiedad típica de los metales pesados como el plomo o el mercurio, pero sin la alta toxicidad para los humanos que normalmente está asociada con estos otros metales. Sus efectos germicidas matan muchos microbios in vitro, pero las pruebas y la estandarización de los productos de plata resultan difíciles.
Hipócrates, el "padre de la medicina", escribió que la plata tenía propiedades beneficiosas curativas y contra las enfermedades, y los fenicios solían almacenar el agua, el vino y el vinagre en botellas de plata para evitar que se echaran a perder. A principios del  siglo XIX, la gente ponía monedas de plata en las botellas de leche para prolongar su frescura.
Se usaban compuestos de plata para evitar infecciones en la Segunda Guerra Mundial antes del descubrimiento de los antibióticos. Las disoluciones de nitrato de plata eran un tratamiento estándar, pero fueron sustituidas por las cremas de sulfadiazina de plata, que fue generalmente el tratamiento estándar para el tratamiento antibacteriano y antibióticos de quemaduras graves hasta el final del siglo XX. Hoy en día, se usan otras opciones, como por ejemplo los apósitos con revestimiento de plata (apósitos de plata activada), junto con la crema de sulfadiazina de plata. Aun así, los estudios sobre la eficacia de estos apósitos tratados con plata han dado resultados variados. Una revisión sistemática llevada a cabo por la Cochrane Collaboration no encontró pruebas suficientes para recomendar el uso de apósitos tratados con plata para tratar heridas infectadas.
Desde hace mucho tiempo se ha sabido que la acción antibacteriana de la plata  mejora por la presencia de un campo eléctrico. La aplicación de algunos voltios de electricidad por electrodos de plata mejora significativamente la velocidad a la cual mueren las bacterias de la disolución. Se descubrió que la acción antibacteriana de los electrodos de plata mejora mucho si los electrodos están cubiertos de nanobarras de plata.

#### Medicamentos
La plata tiene un uso extendido en geles tópicos y es impregnada en vendas a causa de su actividad antimicrobiana de espectro amplio. Las propiedades antimicrobianas de la plata son debidas a las propiedades químicas de su forma ionizada, Ag+. Este ion forma fuertes enlaces moleculares con otras sustancias que las bacterias utilizan para respirar, como por ejemplo moléculas que contienen azufre, nitrógeno y oxígeno. Cuando el ion Ag+ forma un complejo con estas moléculas, estos quedan inservibles por las bacterias, privándolas de compuestos necesarios y finalmente causando la muerte.
- La plata también se usa en aleaciones para piezas dentales.

### Electricidad
- Electricidad. Los contactos de generadores eléctricos de locomotoras diésel-eléctricas llevan contactos (de aprox. 1 in. de espesor) de plata pura; y esas máquinas tienen un motor eléctrico en cada rueda o eje. El motor diésel mueve el generador de electricidad, y se deben también agregar los contactos de las llaves o pulsadores domiciliarios de mejor calidad que no usan solo cobre (más económico).

### Electrónica
- En electrónica, por su elevada conductividad es empleada cada vez más, por ejemplo, en los contactos de circuitos integrados y teclados de ordenador.
- Fabricación de espejos de gran reflectividad de la luz visible (los comunes se fabrican con aluminio).

### Acuñación de moneda
- La plata se ha empleado para fabricar monedas desde 700 a. C., inicialmente con electrum, aleación natural de oro y plata, y más tarde de plata pura.

### Joyería y platería
- En joyería y platería para fabricar gran variedad de artículos ornamentales y de uso doméstico cotidiano, y con menor grado de pureza, en artículos de bisutería. Para identificar la auténtica Plata de Ley o plata esterlina la que se usa para la fabricación de joyas, un sello con la inscripción "925" y algún otro símbolo que identifica al joyero  viene haciéndose desde la Edad Media y todavía hoy en día se usa este método para identificarla. Las joyas y la platería  de plata estándar, son una aleación de un 92,5% de plata con un 7,5% de cobre. En los Estados Unidos solo se puede vender como "plata" una aleación que tenga como mínimo un 92,5% de plata fina. La plata de ley es más dura que la plata pura, y tiene un punto de fusión de 893 °C, más bajo  que la plata pura o el cobre puro.[13] La Plata de Britania es un estándar alternativo de calidad de contraste que contiene un 95,8% de plata, y a menudo se usa para producir cubiertos de plata y otros objetos que requieran un trabajado especial. Con la adición de germanio se forma la aleación modificada patentada llamada "plata de ley Argentium", que tiene propiedades mejoradas como por ejemplo la resistencia a las manchas por fuego.

### Industria química
- Catalizador en reacciones de oxidación. Por ejemplo, en la producción de formaldehído a partir de metanol y oxígeno.
- En el montaje de ordenadores se suele utilizar compuestos formados principalmente de plata pura para unir la placa del microprocesador a la base del disipador, y así refrigerar el procesador, debido a sus propiedades conductoras de calor.
- Aleaciones para soldadura, contactos eléctricos y baterías eléctricas de plata-zinc y plata-cadmio de alta capacidad.

## Historia

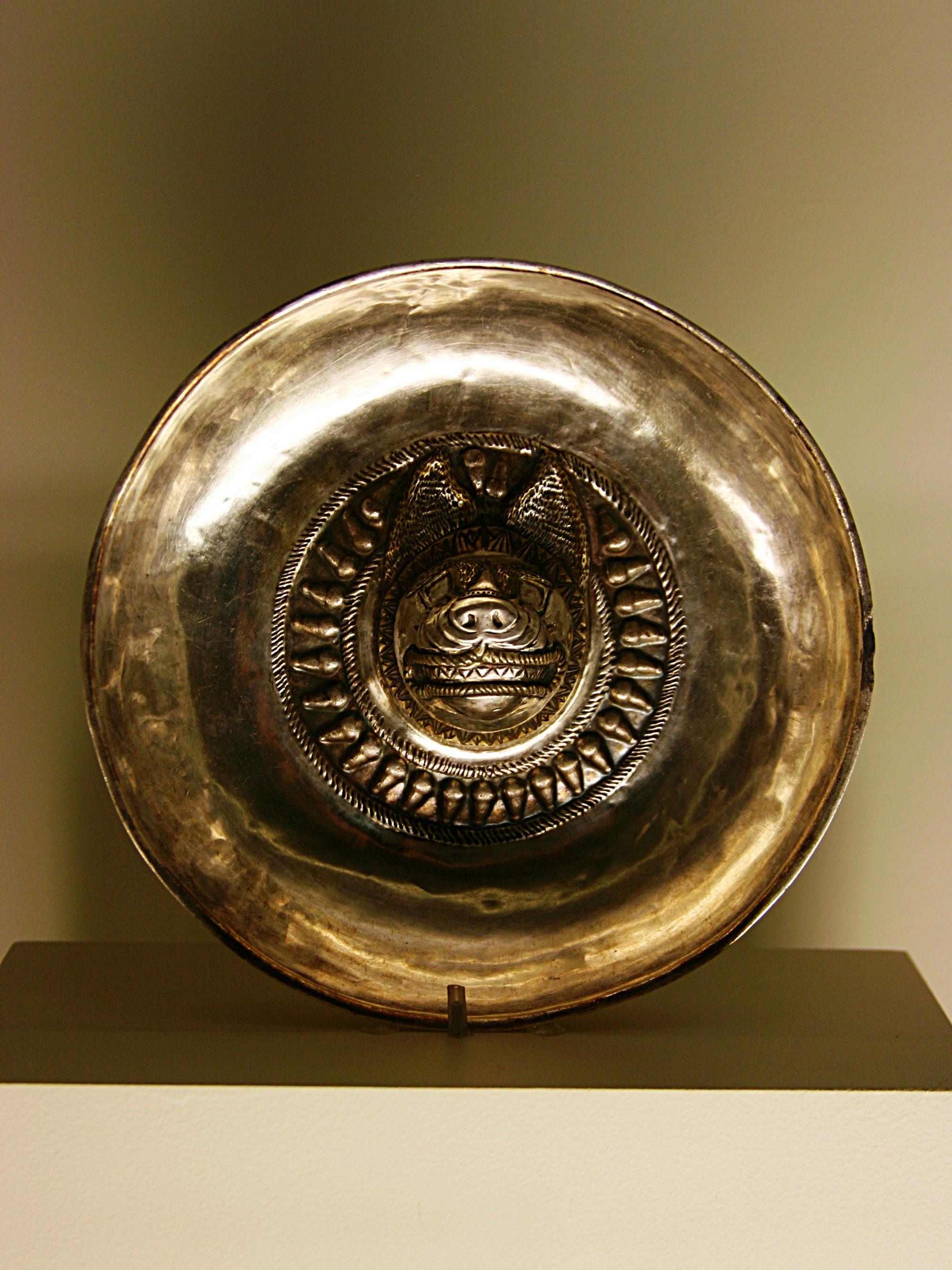
Recipiente de plata procedente del tesoro de Tivisa, datado alrededor del 500 a. C. y conservado en el Museo Arqueológico de Cataluña, España.

La plata es uno de los siete metales conocidos desde la antigüedad. Se menciona en el libro del Génesis; y los montones de escoria hallados en Asia Menor e islas del mar Egeo, indican que el metal comenzó a separarse del plomo al menos cuatro milenios antes de nuestra era.
No resulta complicado imaginar el efecto que hubo de producir en aquellos pobladores (que habían tallado y pulido la piedra, que encontraron y utilizaron el cobre y luego el estaño, llegando incluso a alear ambos por medio del fuego para obtener bronce) el descubrimiento de un metal raro y poco frecuente, de color blanco, brillo imperecedero e insensible al fuego que otros metales derretía. Tal asombro significó la atribución al metal de singulares propiedades, de las que los demás metales carecían, salvo el oro claro está; pues ambos no eran sino regalos de la naturaleza, formados uno por el influjo de la Luna, y el otro por el del Sol. Los demás, viles metales, estaban sujetos a los cambios y transformaciones, que por los rudimentarios medios entonces disponibles podrían producirse; lejos, muy lejos, de la perfección de la plata y el oro. No es de extrañar que por ello surgiera la idea de la transmutación de los metales en un vano intento de perfeccionar aquellos viles metales y dando lugar a la aparición de las primeras doctrinas de la Alquimia. Particularmente adecuado parecía para tal propósito el mercurio, en el que se observaba el aspecto y color de la plata, hasta tal punto que se le dio el nombre de hydrargyrum (plata líquida) de donde proviene su símbolo químico (Hg).
La plata, como el resto de los metales, sirvió para la elaboración de armas de guerra y luego se empleó en la manufactura de utensilios y ornamentos, de donde se extendió al comercio al acuñarse las primeras monedas de plata y llegando a constituir la base del sistema monetario de muchos países. En 1516 Juan Díaz de Solís descubrió en Sudamérica el mar Dulce que posteriormente Sebastián Caboto denominó Río de la Plata, creyendo que allí abundaba el precioso metal, y de donde tomará el nombre la Argentina. Años más tarde, el hallazgo de grandes reservas de plata en el Nuevo Mundo en Zacatecas y Taxco en México; Potosí, en Bolivia; así como Paramillos de Uspallata, en Argentina: y su importación por Europa, provocó un largo periodo de inflación, que lejos de limitarse a España, se difundió por toda Europa; el fenómeno fue estudiado por Earl Jefferson Hamilton, que en 1934 publicó el libro El tesoro americano y la revolución de los precios en España, 1501-1650.
El símbolo químico empleado por Dalton para la plata fue un círculo con la letra «S» en su centro

## Abundancia y obtención
La plata se encuentra nativa, combinada con azufre (argentita, Ag2S), arsénico (proustita, Ag3AsS3), antimonio (pirargirita, Ag3SbS3) o cloro (plata córnea, AgCl), formando un numeroso grupo de minerales de plata. El metal se obtiene principalmente de minas de cobre, cobre-níquel, oro, plomo y plomo-zinc de México, Canadá, el Perú y los EE. UU..
La metalurgia a partir de sus minerales se realiza fundamentalmente por la cianuración:
Ag2S + 4 KCN → K2S + 2 KAg(CN)2

### Producción minera
La producción mundial de plata durante 2011 alcanzó un total de 23,800 toneladas métricas. Los principales países productores de plata son México y Perú que representan por sí solos 1/3 de la producción mundial de plata.

Tendencia de la producción mundial de plata.

| Rango | Estado                                                | Producción en 2011 (mineral) (en toneladas/año) | Rango | Producción en 2018 (mineral) (en toneladas/año) | Producción en 2023 (mineral)(en toneladas/año) |
| ----- | ----------------------------------------------------- | ----------------------------------------------- | ----- | ----------------------------------------------- | ---------------------------------------------- |
| 1     | México                                                | 4500                                            | 1     | 6100                                            | 5732                                           |
| 2     | Perú                                                  | 4000                                            | 2     | 4507                                            | 3036                                           |
| 3     | China                                                 | 4000                                            | 3     | 3600                                            | 3098                                           |
| 4     | Australia                                             | 1900                                            | 4     | 1200                                            | 975                                            |
| 5     | Chile                                                 | 1400                                            | 5     | 1300                                            | 1474                                           |
| 6     | Rusia                                                 | 1400                                            | 6     | 1220                                            | 1128                                           |
| 7     | Bolivia                                               | 1350                                            | 7     | 1200                                            | 1207                                           |
| 8     | Polonia                                               | 1200                                            | 8     | 1300                                            | 1204                                           |
| 9     | Argentina                                             | 1465                                            | 9     | 1100                                            | 737                                            |
| 10    | Estados Unidos                                        | 1160                                            | 10    | 900                                             | 907                                            |
|       | Fuente: United States Geological Survey (USGS) - 2011 |                                                 |       |                                                 |                                                |

### Reservas
De acuerdo con información entregada en el informe anual del United States Geological Survey (USGS), las estimaciones señalan que las reservas conocidas de plata en 2011 a nivel mundial alcanzarían 530,000 toneladas métricas de plata fina. Y según las estimaciones de USGS, en Perú existirían del orden de 120,000 toneladas métricas económicamente explotables, equivalentes al 23% del total de reservas mundiales del mineral; seguido de Polonia con 85,000 toneladas métricas económicamente explotables, equivalentes al 16% del total de reservas mundiales del mineral.
| Rango | Estado         | Reservas Mundiales de plata en 2011 (en toneladas) | Porcentaje del total (aprox) |
| ----- | -------------- | -------------------------------------------------- | ---------------------------- |
| 1     | Perú           | 120 000                                            | 23 %                         |
| 2     | Polonia        | 85 000                                             | 16 %                         |
| 3     | Chile          | 70 000                                             | 13 %                         |
| 4     | Australia      | 69 000                                             | 13 %                         |
| 5     | China          | 43 000                                             | 8 %                          |
| 6     | México         | 37 000                                             | 7 %                          |
| 7     | Estados Unidos | 25 000                                             | 5 %                          |
| 8     | Bolivia        | 22 000                                             | 4 %                          |
| 9     | Canadá         | 7000                                               | 1 %                          |

|-
| align="center" style="font-size:8pt;" | Fuente: United States Geological Survey (USGS) - 2011

## Aleaciones y compuestos
La plata se alea fácilmente con casi todos los metales, aunque con el níquel lo hace con dificultad. Con el hierro y el cobalto no puede alearse. Incluso a temperatura ordinaria, la plata forma amalgamas con mercurio.
El metal de aleación por excelencia es el cobre, que endurece la plata si se añade a esta hasta contenidos del 5% (lo que se conoce como plata de ley), aunque se han utilizado platas con contenidos mayores de cobre. Las adiciones de cobre no alteran el color de la plata incluso aunque se llegue hasta contenidos del 50%, aunque en este caso el color se conserva en una capa superficial que al desgastarse mostrará una aleación de color rojizo, tanto más acusado cuanta mayor sea la cantidad de cobre. También se han usado aleaciones con cadmio en joyería, ya que este elemento le confiere a la aleación una ductilidad y maleabilidad adecuadas para el trabajo del metal.
Entre los compuestos de plata de importancia industrial destacan:
1. El fulminato, que es un explosivo primario.
2. El nitrato y los haluros (bromuro, cloruro y yoduro) reaccionan a la luz y se usan en emulsiones fotográficas.
3. El yoduro se ha utilizado en pruebas realizadas con el propósito de provocar lluvia artificialmente.
4. El óxido se utiliza como electrodo positivo (ánodo) en pilas botón.

## Isótopos
La plata natural se compone de dos isótopos estables Ag-107 y Ag-109, siendo el primero ligeramente más abundante (51,839%) que el segundo. Se han caracterizado veintiocho radioisótopos de los cuales los más estables son la Ag-105, Ag-111 y Ag-112, con periodos de semidesintegración de 41,29 días, 7,45 días y 3,13 horas respectivamente. Los demás isótopos tienen periodos de semidesintegración más cortos que una hora, y la mayoría menores que tres minutos. Se han identificado numerosos estados metaestables entre los cuales los más estables son Agm-108 (418 años), Agm-110 (249,79 días) y Agm-107 (8,28 días).
Los isótopos de la plata tienen pesos atómicos que varían entre las 93,943 uma de la Ag-94 y las 123,929 uma de la Ag-124. El modo de desintegración principal de los isótopos más ligeros que el estable más abundante es la captura electrónica resultando isótopos de paladio, mientras que los isótopos más pesados que el estable más abundante se desintegran sobre todo mediante emisión beta dando lugar a isótopos de cadmio.
El isótopo Pd-107 se desintegra mediante emisión beta produciendo Ag-107 y con un periodo de semidesintegración de 6,5 millones de años. Los meteoritos férreos son los únicos objetos conocidos con una razón Pd/Ag suficientemente alta para producir variaciones medibles en la abundancia natural del isótopo Ag-107. La Ag-107 radiogenética se descubrió en el meteorito de Santa Clara (California) en 1978.

## Incidencia sobre organismos vivos
La plata no es tóxica, pero la mayoría de sus sales son venenosas y pueden ser carcinógenas. Los compuestos que contienen plata pueden ser absorbidos por el sistema circulatorio y depositarse en diversos tejidos provocando argiria, afección consistente en la coloración grisácea de piel y mucosas.
Desde Hipócrates se conoce el efecto germicida de la plata .
En junio de 2013 se ha publicado un estudio que ha demostrado en ratones su utilidad terapéutica como antibiótico. "Nuestro trabajo es el primero que descifra los mecanismos por los que la plata mata a los microorganismos. La plata es como un caballo de Troya que abre las puertas celulares a los antibióticos", dice el Dr. José Rubén Morones-Ramírez, investigador de la Universidad Autónoma de Nuevo León (México) y coautor del estudio. El Dr. Morones-Ramírez se encuentra actualmente en el Instituto Médico Howard Hughes, de la Universidad de Boston, en Estados Unidos.